# Парадокс імплікації
Парадокси імплікації — це парадокси, що виникають у зв'язку зі змістом умовних тверджень класичної логіки. Головна функція цих тверджень — обґрунтування одних тверджень посиланням на інші.

## Зміст імплікації
Матеріальною імплікацією називають імплікацію, формальний вираз якої Α→Β. У логіці висловлювань у процесі встановлення суто формальних зв'язків між антецедентом А та консеквентом В, котрі визначають через таблицю істинності для матеріальної імплікації, логіки виявили парадокси, що отримали назву "парадокси матеріальної імплікації". Вони формулюються в такий спосіб: 
1. Із істинного антецедента А слідує "все, що завгодно" (істинне В, хибне В);
2. Із хибного антецедента А слідує "все, що завгодно" (істинне В, хибне В).

Оскільки таке формальне слідування суперечить строгому логічному слідуванню (з істинного антецедента А слідує лише істинний консеквент В; із хибного антецедента А слідує лише хибний консеквент В, тобто, якщо А - істинне, то В - істинне; якщо А - хибне, то В - хибне), то воно визначається як парадоксальне.
Воно характеризується такими парадоксами:
Якщо Β істинне, то істинність всього умовного твердження вже не залежить від істинності Α. Тобто істинне твердження може бути обґрунтоване за допомогою будь-якого затвердження. Приклад: твердження «якщо двічі два дорівнює п'яти, то сніг білий» є істинним.
Якщо Α хибне, то істинність всього умовного твердження вже не залежить від істинності Β. Тобто за допомогою помилкового твердження можна обґрунтувати все що завгодно. Приклад: твердження «якщо двічі два дорівнює п'яти, то сніг червоний» є істинним.
Якщо Α є суперечливим (хибним) твердженням, то істинність всього умовного твердження вже не залежить від істинності Β. Тобто з суперечливого твердження можна вивести все що завгодно. Приклад: твердження «якщо двічі два дорівнює чотирьом і двічі два не дорівнює чотирьом, то Місяць зроблений із зеленого сиру» є істинним.
Якщо Β є тавтологією (тобто твердженням, істинним за будь-якого змісту; такі твердження виражають логічні закони), то істинність всього умовного твердження вже не залежить від істинності Α. Тобто логічні закони випливають з будь-яких тверджень. Приклад: твердження «Якщо сніг білий, то двічі два дорівнює чотирьом або двічі два дорівнює чотирьом» є істинним.
Ці парадокси матеріальної імплікації є прямим наслідком двох основних постулатів класичної логіки:
1. Всяке твердження або істинне, або хибне, а третього не дано;
2. Істинне значення складного твердження залежить тільки від істинності значень вхідних у нього простих тверджень, а також від характеру зв'язку між ними, і не залежить від їх змісту.

У рамках цих двох постулатів адекватна побудова умовних тверджень неможлива.
Зрозуміло, що матеріальна імплікація не виконує свою функцію обґрунтування. Подібне положення справ, що відстоюється класичною логікою, отримало назву «парадоксів матеріальної імплікації».
Парадокси матеріальної, строгої імплікації, що виникли в межах логіки висловлювань і теорії строгої імплікації, визначають як свідоцтво недостатності суто формальних досліджень логічного слідування. Тому альтернативами до таких теорій логіки стали розробляти нові логічні теорії, релевантніші (відповідніші, доречніші) практиці міркувань засобами природної мови. До таких неформальних теорій слідування належить релевантна логіка.
Релевантна логіка належить до некласичних теорій логічного слідування, яка виділяє й систематизує лише коректні принципи логіки, внаслідок чого в ній відсутні парадокси імплікації (матеріальної, строгої та ін.). Формальним аналогом умовного висловлювання в ній релевантна імплікація, яка враховує змістовну єдність антецедента і консеквента. У межах релевантної імплікації неможливо стверджувати, що істинне висловлювання виводиться з будь-якого твердження, і що на підставі хибного висловлювання обґрунтується будь-яке висловлювання. Вираз "А релевантно імплікує висловлювання В" означає, що В міститься в А, тобто й інформація, яка міститься у В, є частиною інформації висловлювання А. Отже, А не може релевантно імплікувати В, якщо у В не входить хоча б одне із тих тверджень. Цей підхід вперше запропонували у 50-х роках XX ст. логіки А. Андерсон і Н. Белнап.

## Імплікація на прикладі дедукції
Що собою являє ця імплікація, можна подивитися на прикладі дедукції — методу умовиводів, в якому застосовуються умовні твердження. Класичним прикладом дедукції є наступна:
Всі люди смертні.
Всі греки люди.
Отже, всі греки смертні.
Умовний зв'язок цих тверджень стане очевидним, якщо ми представимо їх у наступному вигляді:
Якщо всі люди смертні
І якщо всі греки — люди,
То всі греки смертні.
У класичній логіці цей умовивід має наступну форму: якщо перше, то друге; має місце перше — значить, є і друге. Така форма дедукції є правильною. Неправильної дедукцією буде така форма: якщо перше, то друге; має місце друге — значить, є і перше. Якщо вкласти в цю форму колишній зміст, то вийде наступне:
Всі люди смертні.
Всі греки смертні.
Отже, всі люди — греки.
Ясно, що даний умовивід є неправильним. Класична логіка стверджує, що він неправильне тому, що має неправильну форму. Насправді це не зовсім так, оскільки дана форма не існувала, а була отримана на основі аналізу змісту безлічі подібних умовиводів. В результаті цього аналізу була проведена класифікація цього змісту, яка потім була узагальнена в логічній формі даних умовиводів. Зокрема, класифікація, на якій заснована розглянута дедукція, має наступний вигляд:
Люди → європейці → греки → жителі Афін → ...
Як класифікаційна ознака береться смертність об'єктів. Перша посилка приписує цю ознаку найбільш загальному класу даної класифікації, тобто класу людей. Само собою, що наступні, більш конкретизовані класи даної класифікації також будуть володіти цією ознакою. Тому коли друга посилка встановлює приналежність греків до даної класифікації, то тим самим вона наділяє їх і ознакою смертності. Заключний висновок лише констатує це, не вносячи в міркування нічого нового.
У свою чергу, в неправильній формі даної дедукції друга посилка ставить більш конкретний клас на один рівень з початковим класом, через що і відбувається узагальнення особливої ознаки на цей (вихідний) клас.
Аналогічний зміст лягає в основу і релевантної імплікації. Класифікаційний (дедукційний) зміст є окремим випадком цього змісту.